# 陳言 (長樂)
陳言（1476年—？），字獻可，福建福州府長樂縣人，民籍，明朝政治人物。

## 生平
弘治十四年（1501年）辛酉科福建鄉試第二十五名舉人。弘治十八年（1505年）中式乙丑科會試第二百四十名，三甲第五十一名進士。授雄县知县，以外艰归。正德七年（1512年）五月擢授貴州道监察御史，十年巡按直隶，十二年三月升浙江按察司佥事，十五年六月考察以有疾致仕。

## 家族
曾祖陳子英；祖父陳德成；父陳公祜，母詹氏。具庆下。弟伯潭。